# Торре-де-Негри
Торре-де-Негри (итал. Torre de' Negri) — коммуна в Италии, находится в регионе Ломбардия, в провинции Павия.
Население составляет 365 человек (2008), плотность населения составляет 91 чел./км². Занимает площадь 4 км². Почтовый индекс — 27011. Телефонный код — 0382.
Покровителем коммуны почитается святой Антоний Великий, празднование 17 января.

## Демография
Динамика населения:

## Администрация коммуны
- Официальный сайт: